# Reforming autotermico
Il reforming autotermico o autothermal reforming o ATR è un processo chimico industriale per la produzione di syngas. Questo reattore, a differenza di quello usato per il reforming con vapore (steam reforming), non ha bisogno di adduzione di calore dall'esterno, in quanto è il metano stesso (reagente) a produrre energia: il 50% circa del metano serve per fornire energia al sistema, l'altro 50% serve per produrre il gas di sintesi.
Il reagente di partenza è gas naturale che viene messo in un reattore dove subisce sia ossidazione parziale con ossigeno che reazione di reforming con vapore. Nel reattore ci sono tre zone: una turbolenta di combustione dove avviene l'ossidazione parziale del CH4, una zona termica dove avvengono varie trasformazioni in fase omogenea gassosa, una catalitica dove avvengono reazioni catalitiche eterogenee. Il catalizzatore è a base di Ni supportato.
Nella zona catalitica avvengono la reazione di spostamento del gas d'acqua e la reazione di reforming con vapore.